# Senza filtri
Senza filtri è il secondo album in studio del cantante italiano Alessio Bernabei, pubblicato il 7 settembre 2018 dalla Warner Music Italy.

## Tracce
1. Ti ricordi di me? – 2:45 (testo: Alessio Bernabei, D. Lazzarin e A. Gemelli)
2. Non ti preoccupare – 4:11 (Alessio Bernabei, C. Corallo, P. Paone)
3. Messi e Ronaldo – 2:59 (Alessio Bernabei, D. Simonetta)
4. La ca**o di fine del mondo – 2:26 (Alessio Bernabei, J. Ettorre, C. Corallo, A. Gemelli)
5. Come dici tu – 2:52 (Alessio Bernabei, J. Ettorre, Piero Romitelli, A. Gemelli)
6. Avanti un altro – 3:48 (M. Pelan, E. De Martino, F. De Martino)